# Tossol

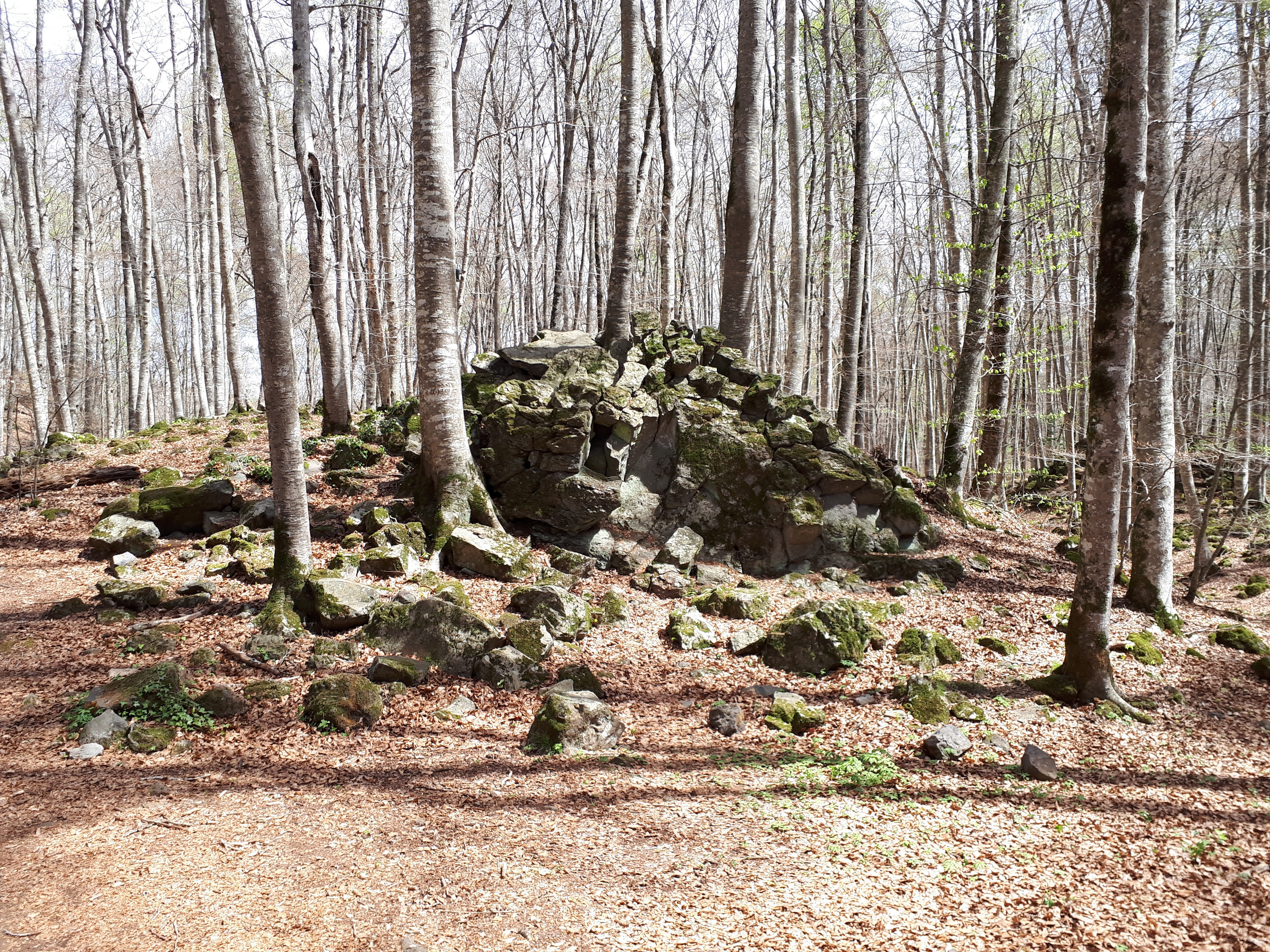
Tossol a la Fageda d'en Jordà

Els tossols són protuberàncies que es formen en els corrents de lava i que en refredar-se la lava es converteixen en petits turons. Poden fer de 4 m a 15 m d'alçària.
A la fageda d'en Jordà (a la Zona Volcànica de la Garrotxa) hi ha més de 50 tossols formats per la interacció entre les colades de lava i uns aiguamolls preexistents que en ser coberts per la lava a més de 1000 °C van bullir amb grans bombolles que van aixecar i deformar la colada formant els tossols. De tossols a la Zona Volcànica de la Garrotxa se'n troben en tres colades de lava, la del volcà del Croscat (Fageda d'en Jordà), la del volcà del Puig Jordà (Bosc de Tosca), la del volcà de Montolivet (Pla de Dalt) i la colada situada a la Moixina i el Parc Nou d'Olot.